# Ferrimolibdita
La ferrimolibdita és un mineral de ferro (III) de la classe dels sulfats. Anomenada així l'any 1913 per P. P. Pilipenko, que va canviar el nom de l'espècie en al·lusió a la seva composició química, que conté ferro i molibdè.

## Característiques
Químicament, la ferrimolibdita és un molibdat, amb fórmula Fe3+
2(MoO₄)₃·7H₂O. Forma revestiments i agregats radials d'agulles de color groc que cristal·litzen en el sistema ortoròmbic. La seva duresa oscil·la entre 1 i 2 a l'escala de Mohs, sent per tant un mineral molt tou. La seva fractura és desigual i la seva lluentor és transparent a translúcida.
Segons la classificació de Nickel-Strunz, la ferrimolibdita pertany a «07.GB - Molibdats, wolframats i niobats amb anions addicionals i/o H₂O» juntament amb els següents minerals: lindgrenita, szenicsita, cuprotungstita, fil·lotungstita, rankachita, anthoinita, mpororoïta, obradovicita-KCu, mendozavilita-NaFe, paramendozavilita i tancaïta-(Ce).

## Formació i jaciments
Va ser descrita per primera per a una aparició a la mina Alekseevskii a la conca del riu Karysh, la República de Khakàssia, Sibèria, Rússia. Es presenta com un producte d'oxidació dels dipòsits de molibdè. Comunament formada a partir de l'alteració de la molibdenita. Pot trobar-se associada a altres minerals, com ara: molibdenita, pirita i calcopirita.